# Denise Piazza
Denise Batcheff o Denise Piazza o Denise Tual (de casada Batcheff) (París, 1906-Ibidem, 2000) fue una editora de películas francesa y técnica de sonido de películas en los primeros años de la década de 1930.
Trabajó en siete películas según IMDb:
- Amour à l'américaine (1931) también conocida como Amor a la Americana en Estados Unidos.
- La Chienne (1931) (editora de sonido)
- Fantômas (1932)
- Lac aux dames (1934) llamada el Lago de las Damas en Estados Unidos.
- L'Hôtel du libre échange (1934)
- Zouzou (1934) (como D. Batcheff)
- Les Beaux jours (1935)

Estuvo casada con Pierre Batcheff (1901-1932), actor francés más conocido por su interpretación en la película Un perro andaluz (1929) de Luis Buñuel y Salvador Dalí.